# Hình tượng con gấu trong văn hóa

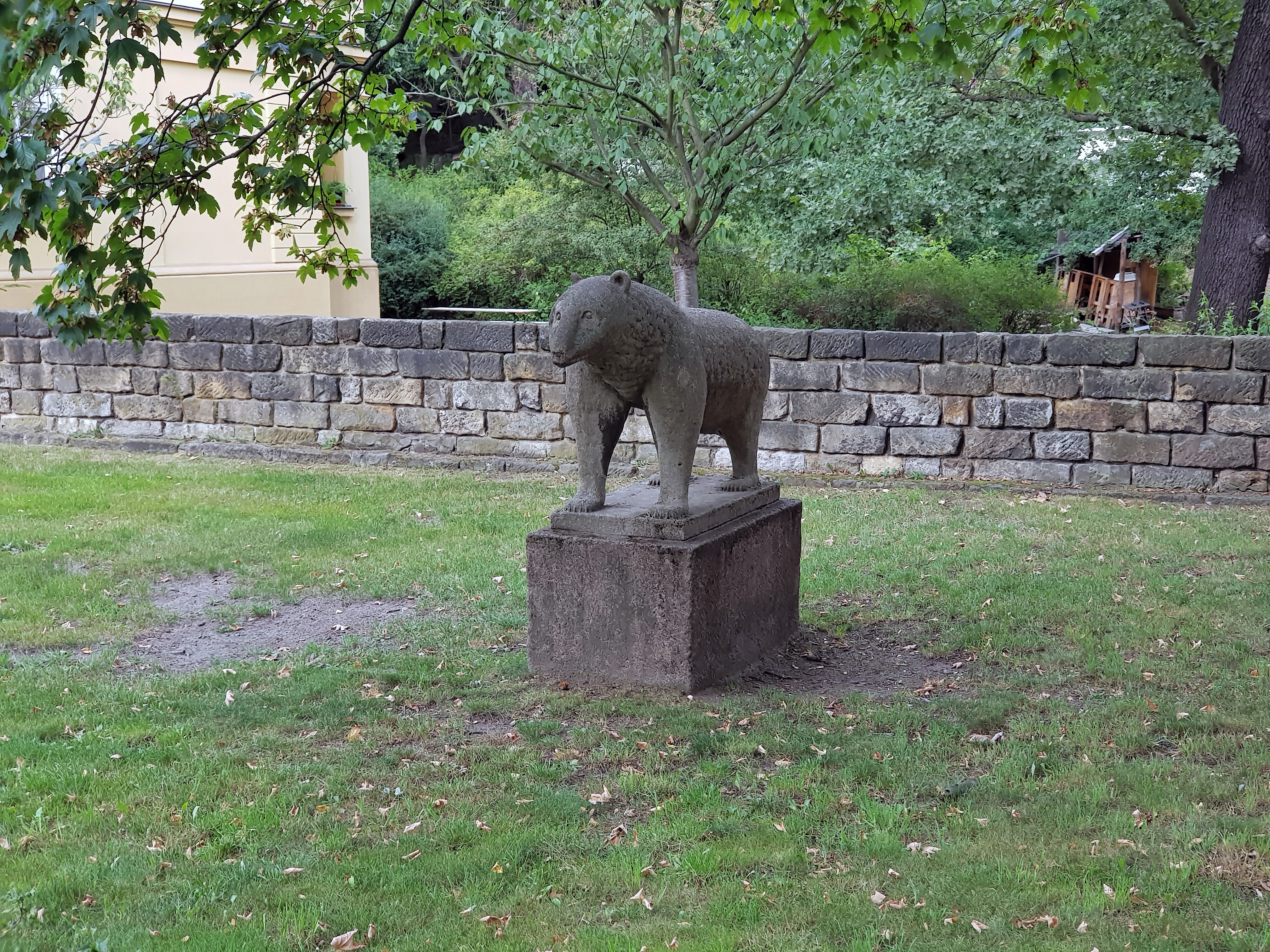
Tượng gấu ở châu Âu

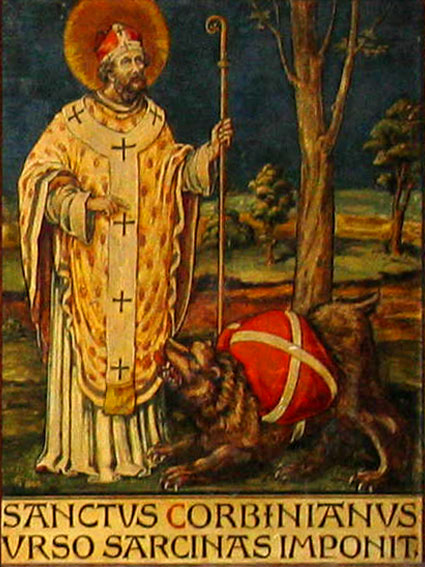
Thánh Corbinian và con gấu thay ngựa thồ hàng tới Roma

Gấu (Tiếng Anh: Bear; Tiếng La tinh: Ours) là một loài động vật có vú, có kích thước to lớn, dữ tợn và người ta có thể thấy chúng hiện diện hầu hết mọi nơi thế giới, từ vùng nhiệt đới nóng ẩm đến vùng cực lạnh giá, từ những cánh rừng nhiệt đới đến những vùng núi cao khắp các châu lục. Hình tượng gấu trong văn hóa thế giới được nhìn nhận dưới nhiều gốc độ khác nhau, tùy theo từng nền văn hóa. Như đối với người Celte, gấu là biểu trưng của giai cấp chiến binh; Đối với người Ainu ở Nhật Bản, gấu là tổ tiên; Đối với văn hóa Trung Hoa, gấu mang thể khí dương, thể hiện sức mạnh quyền lực...
Tại Châu Âu, hơi thở của con gấu mang tính chất huyền bí tỏa ra từ các hang động. Như vậy, gấu là biểu hiện của sự tăm tối, của bóng tối: Trong giả kim thuật, nó ứng với màu đen của trạng thái đầu tiên của vật chất. Cảnh tối tăm, cái vô hình gắn với những cấm kỵ, điều đó càng tăng cường chức năng truyền phép của gấu.
Cũng như nhiều loài thú lớn hung dữ, gấu thuộc về biểu tượng của cái vô thức mang tính âm ty: con vật của thái âm và những cảnh quan khêu gợi bên trong lòng đất mẹ. Vì vậy rất dễ giải thích vì sao nhiều dân tộc vùng Altai coi gấu là thủy tổ của họ. Thẻo ghi chứ của Uno Harva: "Sternberg đã xác nhận ở lưu vực sông Amur có nhiều bộ lạc cho mình xuất thân từ hổ hay từ gấu, bởi thủy tổ của họ đã nằm mơ có quan hệ tình dục với những con vật này..."

## Biểu tượng phổ quát

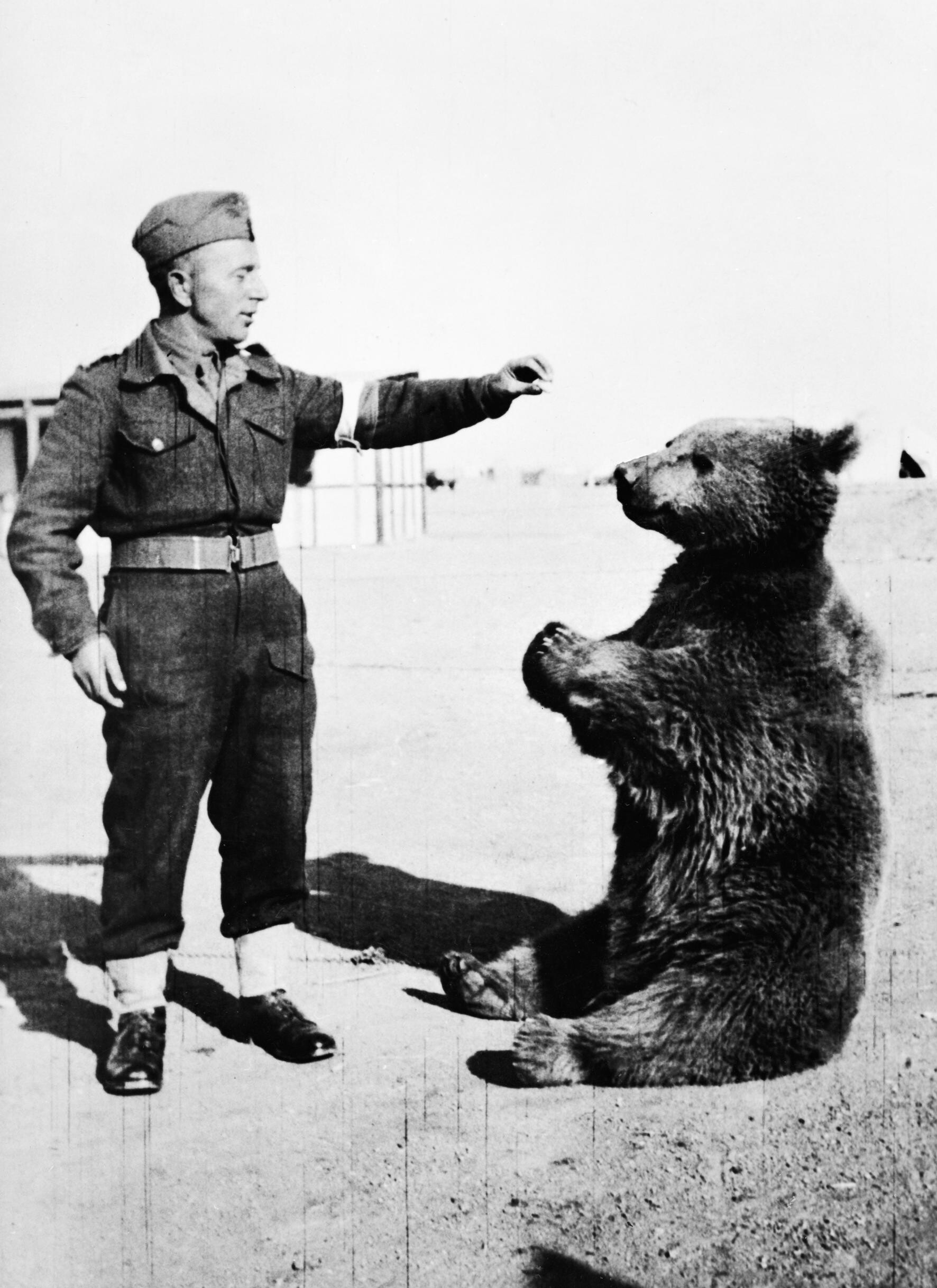
Gấu xám được thuần chủng, trở nên hiền lành và dễ kiểm soát

Gấu là một loài động vật to lớn, hung dữ và nguy hiểm, không được kiểm soát, như một sức mạnh nguyên thủy, theo truyền thống gấu là một biểu trưng của tính hung ác, dã man, tàn nhẫn. Nhưng trong một chừng mực nhất định, gấu có thể được thuần hóa, và mặt kia của biêu tượng hiện ra ở đây: nó nhảy múa, nó tung hứng. Người ta có thể dụ nó bằng mật ong mà nó thích ăn. Việc gấu tập đi bằng hai chân được liên tưởng đến dáng điệu của cô vũ nữ tương phản với dáng điệu thô kệch bẩm sinh của gấu.Tựu trung nó tượng trưng cho những sức mạnh sơ đẳng có khả năng tiến hóa từng bước, nhưng cũng có thể có những thoái triển đáng sợ.

## Gấu trong thần thoại Hy Lạp
Trong thần thoại Hy Lạp, gấu luôn đi theo nữ thần Artemis, vị nữ thần thái âm, với những nghi lễ thờ bái tàn bạo. Gấu thường là hóa thân của nữ thần này, mỗi khi nàng hiện hình. Con vật thái âm này thể hiện một trong hai mặt của phép biện chứng gắn với huyền thoại thái âm: nó có thể là quái vật hay là vật hy sinh, là giáo sĩ làm lễ hiến tế hay bị hiến tế. Trong nghĩa ấy gấu đối lập với thỏ rừng. Nó đại diện một cách điển hình cho cái mặt quái dị, tàn ác, hiến sinh của huyền thoại này. Từ đó mà có cách kiến giải tương ứng của khoa học phân tâm học, với Jung.
Cũng như mọi biểu hiện của cái thiên âm tính, gấu có quan hệ với thế giới bản năng. Do thế lực của nó, Jung coi nó là biểu tượng của mặt nguy hiểm của vô thức.

## Gấu trong quan niệm người Ainu
Người Ainu ở Nhật Bản (một bộ tộc sống ở miền Bắc Nhật Bản trên đảo Hokkaido), cho rằng gấu là một nữ thần núi, tối cao trong tất cả các vị thần. Lễ hội gấu ở chỗ họ diễn ra vào tháng chạp hàng năm (lễ hội này trong tiếng Ainu gọi là Kamui omante). Vào những dịp ấy thần xuống trần và được loài người đón tiếp. Thần để lại các món quà cho họ và trở về thiên giới, đối với người Ainu họ xem gấu là tổ tiên của mình.

## Gấu trong văn hóa Trung Hoa
Ở Trung Quốc, con gấu là một biểu tượng thuộc giống đực, báo trước việc sinh con trai, là biểu hiện của khí dương. Gấu ứng với núi, là môi trường sống của nó, và đối lập với rắn (âm tính ứng với nước). Đại Vũ, người tổ chức thiên hạ, khi thực thi chức phận của mình, mang hình con gấu. Có điều đây không hẳn là sự đảo ngược biểu tượng - nhiều nhất cũng chỉ là một sự đối lập, tương đối giữa gấu đực và gấu cái - vì chức danh wang (vương) ở Trung Quốc bao hàm hai quyền lực...
Ở Trung Quốc cổ sơ, L.C.Hopkins nghĩ đã nhận ra được, trong một minh văn đời nhà Thương và một minh văn khác đời nhà Chu hình một pháp sư saman đang nhảy múa, đeo mặt nạ và khoác da gấu.